# Nikolaus Schalkenbach

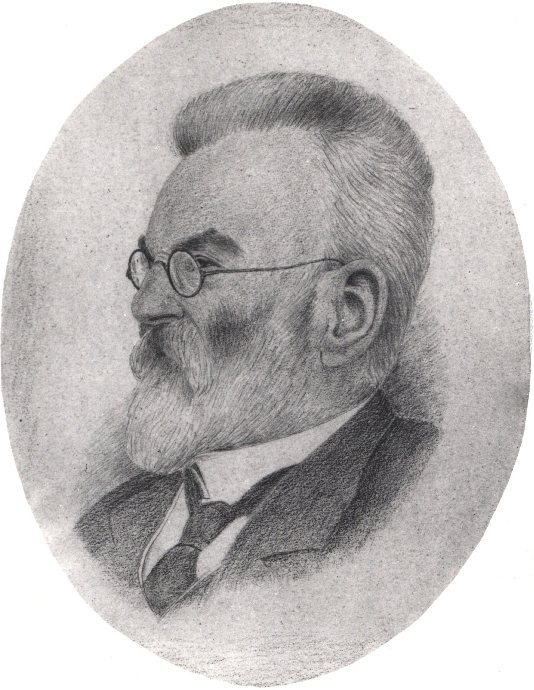
Nikolaus Schalkenbach

Nikolaus Josef Schalkenbach (* 9. September 1848 in Rosport; † 12. April 1925 in Trier) war ein Elektrotechniker und Erfinder im Bereich der Elektrizität.

## Leben
Nikolaus Schalkenbach, in seiner Heimatstadt Trier „Dän elektrijen Nikela“ genannt, war Sohn des angesehenen Trierer Kaufmanns Paul Schalkenbach und dessen Ehefrau Robertine Loser aus Rosport. Er erblickte auf dem Irminenhof in Rosport das Licht der Welt. Er verbrachte seine Jugend in Trier und widmete sich dort zunächst einem kaufmännischen Beruf im Geschäftshaus Reul-Schalkenbach am Hauptmarkt. Schon als Realschüler, gestützt und gefördert durch seinen Physiklehrer, Professor Johann Martin Beckmann, experimentierte er im Bereich der Elektrotechnik, die noch in ihren Kinderschuhen stak. In den Werkstätten der Gebrüder Wittek, Fahrstraße 10, gegenüber dem Stadttheater, konnte er Einzelteile anfertigen und zusammen montieren.
Um 1881 unterstützte er aktiv seine Vettern Hubert und Henri Tudor aus Rosport bei der Montage einer elektrischen Beleuchtungsanlage im dortigen Irminenhof, die erste des Luxemburger Landes. Außer einer Dynamomaschine vom Typ Gramme, die von der Bannmühle angetrieben wurde, umfasste der Stromkreis einen Bleiakkumulator mit von Henri Tudor konzipierten, starren Bleiplatten mit gerippter Oberfläche sowie Edison'sche Glühbirnen. Der Akkumulator glich Stromschwankungen aus und speicherte den Strom, wenn er nicht benötigt wurde.
Anlässlich der Trierer Katholikenversammlung 1885 auf dem Gelände des Katholischen Bürgervereins und dem angrenzenden Viehmarktplatz konstruierte Schalkenbach eine Anlage, bestehend aus einer in der Südallee eingerichteten elektrischen Zentrale, Freileitungen auf Holzmasten und mehreren Bogenlampen, die ein blendend helles Licht ausstrahlten.
Im selben Jahr 1885 kontaktierte Schalkenbach mehrfach Adolph Müller, kaufmännischer Vertreter der elektrotechnischen Fabrik Spiecker & Co. aus Köln, um ihn auf den ersten brauchbaren Bleiakkumulator hinzuweisen, der bereits einige Jahre auf dem Irminenhof in Rosport störungsfrei funktionierte. Es ist dem Nachdruck von Schalkenbach zu verdanken, dass Müller sich nach Rosport bewegte, um sich von Qualität des Tudor-Akkumulators zu überzeugen. Somit hat Schalkenbach einen großen Verdienst an einer Entwicklung, die 1890 zur Gründung eines Weltkonzerns, der Accumulatoren-Fabrik Aktiengesellschaft (AFA), die spätere Varta AG, führte.
1886 gründete Schalkenbach mit den Gebrüdern Hubert und Henri Tudor in Rosport die Firma Gebrüder Tudor & Schalkenbach, die sogleich mit der Fertigung von Tudor-Akkumulatoren für die öffentliche Beleuchtung der Stadt Echternach begann.
Verschiedene Autoren aus Trier, ihnen allen voran Josef Linck, äußern die Vermutung, ohne sie zu belegen, die Tudor-Elektrode sei eine Erfindung von Schalkenbach gewesen; Henri Tudor habe bei der Anmeldung des Patents im Jahre 1886 bloß als Namensgeber gedient. Dem ist entgegenzuhalten, dass Adolph Müller, der Schalkenbach gut kannte und als äußerst zuverlässiger Berichterstatter gilt, sich in seiner 1913 veröffentlichten Chronik stets ausschließlich auf Henri Tudor als den Erfinder und Experten beruft.
Nikolaus Schalkenbach schuf einen zuverlässigen Stromzähler, der später von Hermann Aron und anderen weiterentwickelt wurde. Solche Stromzähler sind im Rosporter Tudor-Werk hergestellt worden.

## Würdigung
In Anbetracht seiner großen Verdienste in der Elektrotechnik ernannte der Elektrotechnische Verein Trier Nikolaus Schalkenbach zu seinem Ehrenmitglied.
Am 14. März 1952 benannte die Stadtverwaltung Trier eine neue Straße zwischen Eurener- und Udostraße nach Nikolaus Schalkenbach.